# Sical barrosi
Sical barrosi is een insect uit de familie van de mierenleeuwen (Myrmeleontidae), die tot de orde netvleugeligen (Neuroptera) behoort. 
Sical barrosi is voor het eerst wetenschappelijk beschreven door Navás in 1934.